# 후지미 (지요다구)

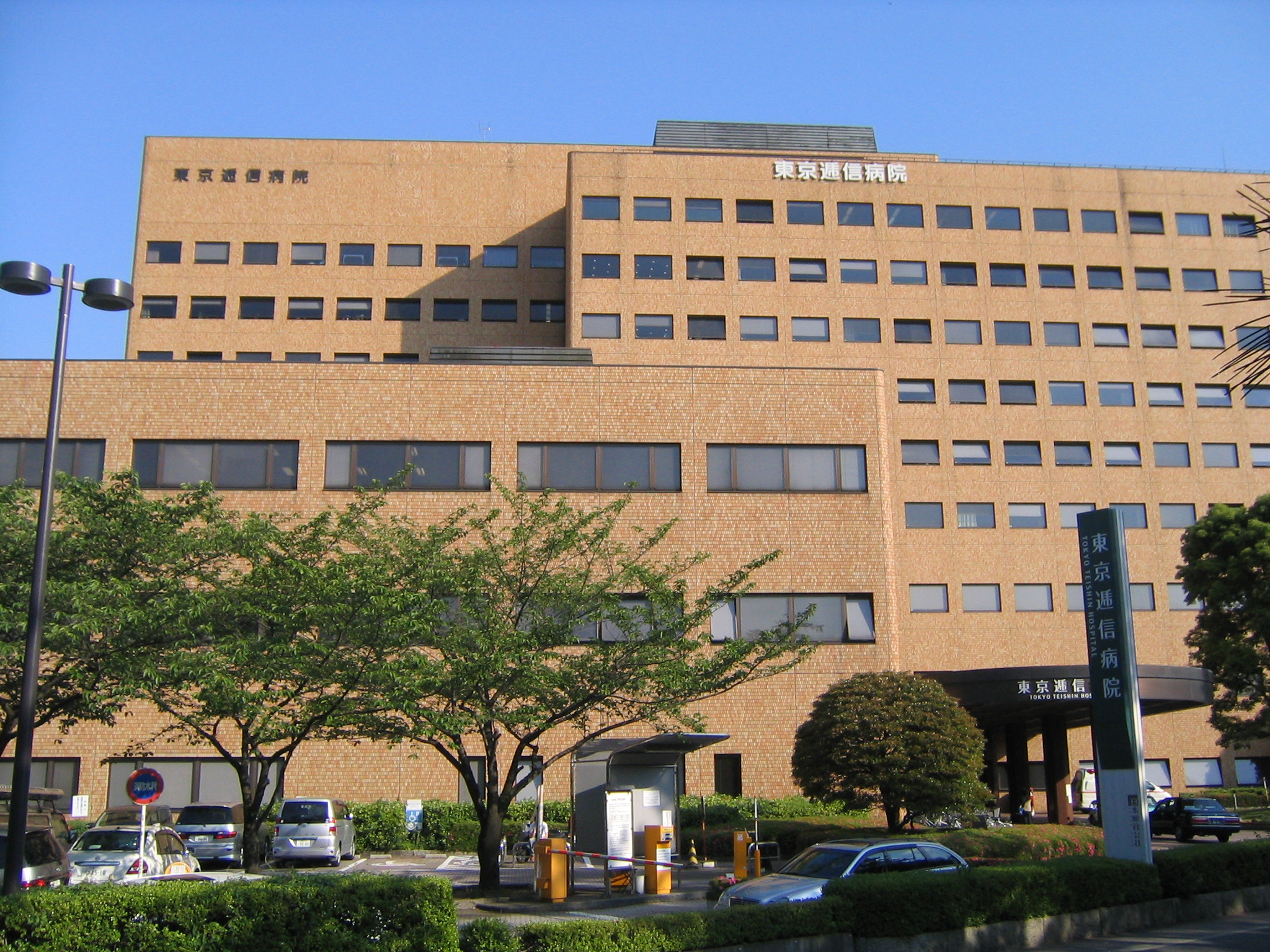

후지미(富士見)는 일본 도쿄도 지요다구에 있는 지역이다. 행정 구역 상으로는 후지미 1초메(富士見一丁目)와 후지미 2초메(富士見二丁目)로 구분된다. 주민기본대장상 인구는 2017년 12월 1일 기준 4,327명이다. 우편번호는 102-0071를, 지역번호는 도쿄도의 03을 그대로 쓴다. 다만, 한국에서 국제전화를 걸 경우 앞에 +81을 먼저 눌러야 한다.

## 개요
지요다구의 서북쪽에 있다. 후지미라는 지명은 이 지역에 있는 후지미자카(富士見坂)에서 유래했다. 그 의미는 후지산이 보인다는 것이지만 현재는 빌딩으로 둘러싸여 있어 이 지역에서 후지산을 볼 수는 없다.

## 시설
- 일본 미슈랭 타이어 본사
- 호세이 대학
- 일본치과대학 부속병원
- 재일본조선인총련합회 중앙 본부